# 汉斯·汉松
汉斯·汉松（瑞典語：Hans Hansson，1949年11月26日—），瑞典前男子冰球运动员，场上位置是前锋。他曾代表瑞典国家队参加1972年冬季奥林匹克运动会冰球比赛，获得第4名。